# Tatera indica
Il gerbillo indiano (Tatera indica Hardwicke, 1807) è un roditore della famiglia dei Muridi, unica specie del genere Tatera (Lataste, 1882), diffuso nel Medio Oriente e nel Subcontinente indiano.

## Descrizione

### Dimensioni
Roditore di medie dimensioni, con la lunghezza della testa e del corpo tra 150 e 210 mm, la lunghezza della coda tra 160 e 220 mm, la lunghezza del piede tra 40 e 50 mm, la lunghezza delle orecchie tra 25 e 30 mm e un peso fino a 190 g.

### Caratteristiche craniche e dentarie
Il cranio è grande, con le ossa nasali insolitamente allungate e le placche zigomatiche fortemente rivolte in avanti. Sono presenti quattro fori palatali, la coppia anteriore è molto allungata.  La bolla timpanica è relativamente piccola, in rapporto agli altri membri della sottofamiglia dei Gerbillini.
Sono caratterizzati dalla seguente formula dentaria:

### Aspetto
Le parti superiori variano dal color sabbia al fulvo, mentre le parti inferiori sono bianche. La linea di demarcazione lungo i fianchi è netta. Sono presenti delle macchie bianche sopra e dietro ogni occhio, dietro ogni orecchio e sull'intero labbro superiore. Gli occhi sono grandi. Le orecchie sono di proporzioni moderate, rotonde e finemente ricoperte di peli. Il dorso delle zampe è biancastro. La pianta dei piedi è priva di peli, mentre le estremità sono ricoperte di piccoli granuli. Sono presenti 4 cuscinetti carnosi. La coda è più lunga della testa e del corpo, è marrone con i lati più chiari e tende a divenire nerastra verso la punta dove è presente un ciuffo di lunghi peli neri. Le femmine hanno 2 paia di mammelle pettorali e 2 paia inguinali. Il cariotipo è 2n=68 FN=82-84-86.

## Biologia

### Comportamento
È una specie fossoria, gregaria e notturna. Vive all'interno di tane costruite in ambienti ruderali, sabbiosi, ghiaiosi e rocciosi. Nelle città indiane sono state osservate tane lungo i marciapiedi delle strade principali. In queste aree possono raggiungere una densità di 175-460 individui per ettaro, mentre nelle zone agricole soltanto 10 per ettaro. 

### Alimentazione
Si nutre di rizomi, semi d'erba, granaglie, foglie, fiori, insetti e lumache. Viene considerata una piaga dagli agricoltori.

### Riproduzione
In Rajasthan è stato registrato un periodo riproduttivo annuale, mentre in India meridionale si riproduce da agosto a marzo. Le femmine danno alla luce 1-9 piccoli dopo una gestazione di 26-30 giorni. Mediamente possono partorire fino a 18 cuccioli l'anno. L'estro dura mediamente 4,82 giorni. I nascituri aprono gli occhi dopo 14 giorni e vengono svezzati dopo 21-30 giorni. Raggiungono la maturità sessuale dopo 10-16 settimane. L'aspettativa di vita in cattività è di 7 anni.

## Distribuzione e habitat
Questa specie è diffusa in Asia, dall'Anatolia sud-orientale fino all'India orientale, Sri Lanka e a nord fino alle pendici dell'Himalaya.
Vive in foreste decidue secche, boscaglie, praterie, arbusteti, zone rocciose, deserti caldi, regioni aride e semi-aride e aree non coltivate fino a 2.000 metri di altitudine.

## Tassonomia
Sono state riconosciute 3 sottospecie
- T.i.indica: Stati indiani dello Jammu e Kashmir, Himachal Pradesh, Uttarakhand, Punjab, Haryana, Rajasthan, Gujarat, Madhya Pradesh, Maharashtra settentrionale e centrale, Orissa, Uttar Pradesh, Bihar, Bengala Occidentale; Nepal meridionale; Pakistan, Afghanistan sud-occidentale e centro-orientale; Iran sud-orientale;
- T.i.cuvieri (Waterhouse, 1838): Stati indiani del Maharashtra meridionale, Orissa, Goa, Karnataka, Tamil Nadu, Arunachal Pradesh, Kerala; Sri Lanka;
- T.i.taeniura (Wagner, 1843): Iran centrale e sud-occidentale; Iraq sud-orientale, centro-orientale e centro-occidentale; Siria orientale, Anatolia sud-orientale; Kuwait settentrionale.

## Conservazione
La IUCN Red List, considerato il vasto areale e la popolazione numerosa, classifica T.indica come specie a rischio minimo (Least Concern).